# Рефрактометр Аббе
Рефракто́метр А́ббе — оптический прибор, предназначенный для измерения показателя преломления жидкостей и твёрдых тел. Этот тип рефрактометра изобретён Эрнстом Аббе в конце XIX в.

## Описание и принцип работы
Принцип работы рефрактометра Аббе основан на явлениях, происходящих на границе раздела сред с разными показателями преломления при прохождении через границу светового пучка, а точнее на измерении угла полного внутреннего отражения или предельного угла преломления на плоской границе раздела известного и исследуемого веществ.  
Рефрактометр состоит из коллимирующей системы и двух прямоугольных призм, между гипотенузными гранями которых находится небольшой зазор (около 0,1 мм). В зазор помещается исследуемая жидкость. Обе призмы должны иметь высокий показатель преломления ({\displaystyle n=1.7} для жёлтой линии натрия {\displaystyle \lambda _{D}=589,3\,nm}). В простейшей конструкции рефрактометра свет проникает через верхнюю откидную призму, чья гипотенузная грань матовая. После неё свет рассеивается и проходит сквозь исследуемую жидкость в большом интервале углов. В этом интервале будет луч, скользящий по поверхности нижней призмы, которому будет соответствовать предельный угол преломления. Лучи с бо́льшими углами преломления будут отсутствовать, поэтому выходящий из нижней призмы свет будет иметь резкую границу, если его источник был монохроматичным. Так как обычно источники света не монохроматичны, до окуляра располагают компенсатор из двух одинаковых призм Амичи, позволяющий компенсировать дисперсию призм и работать с источником белого света. При этом определяется показатель преломления для желтой линии натрия. 
Коллимирующая система может состоять из зрительной трубы, установленной на бесконечность. В неё направляется выходной поток света из призм и там же просматривается шкала с показателями преломления. Поворотами призм выходные лучи направляют так, чтобы можно было одновременно видеть границу света и шкалу, после чего неизвестный показатель преломления жидкости определяется по положению резкой границы света и тени на шкале.
Призмы с образцом заключены в термостатирующую рубашку, а в современных рефрактометрах - оснащены модулем термокомпенсации, что позволяет проводить измерения при различных температурах.
Твердые образцы должны иметь плоскую поверхность, которой они прижимаются к грани основной призмы при откинутой вспомогательной, а в зазор между ними помещается капля иммерсионной жидкости, с показателем преломления более высоким, чем у исследуемого образца, но меньшим, чем у призмы. Часто в качестве такой жидкости применяется монобромнафталин ({\displaystyle n=1.66}). В случае прозрачной жидкости наблюдение ведется в проходящем свете, а в случае непрозрачной жидкости или твердого тела - в отраженном.

## Применение
При помощи приборов такого типа могут быть измерены показатели преломления жидких сред, твердых образцов, полимеров, тонких пленок, а также двулучепреломление кристаллов. Для универсального рефрактометра типа ИРФ-22 интервал измеряемых показателей преломления составляет от 1,3 до 1,7, относительная точность измерения  {\displaystyle \pm 2\cdot 10^{-4}}, для рефрактометра ИРФ-464, предназначенного для определения процентного содержания белка и других нежировых компонентов в молоке диапазон измерений показателя преломления 1,325-1,360, предел допускаемой основной абсолютной погрешности  {\displaystyle \pm 2.5\cdot 10^{-4}}.